# Carica (singolo)
| Recensione | Giudizio |
| ---------- | -------- |
| InterMedia | 8/10     |

Carica (in russo Царица?; lett. "zarina") è un singolo della cantante russa Anna Asti, pubblicato il 14 luglio 2023 come terzo estratto dal secondo album in studio omonimo.
È stato riconosciuto come miglior canzone alla gala musicale di Muz-TV, nonché premiato come cantante femminile dell'anno e candidato per la canzone dell'anno nell'ambito dei premi Viktorija.

## Video musicale
Il video musicale, reso disponibile il 22 luglio 2023, è stato diretto da Maša Žemčužina.

## Tracce
Testi e musiche di Dmitrij Loren.
1. Carica – 3:35

## Classifiche

### Classifiche settimanali
| Classifica (2023-24) | Posizione massima |
| -------------------- | ----------------- |
| Bielorussia          | 21                |
| Estonia              | 20                |
| Kazakistan           | 1                 |
| Lettonia             | 6                 |
| Lituania             | 3                 |
| Moldavia             | 1                 |
| Russia               | 10                |

### Classifiche di fine anno
| Classifica (2023) | Posizione |
| ----------------- | --------- |
| Bielorussia       | 115       |
| Estonia           | 153       |
| Kazakistan        | 28        |
| Russia            | 41        |
| Classifica (2024) | Posizione |
| Bielorussia       | 45        |
| Kazakistan        | 20        |
| Moldavia          | 88        |
| Russia            | 59        |

### Classifiche di fine decennio
| Classifica (2020-29) | Posizione |
| -------------------- | --------- |
| Russia               | 138       |